# 炎のアンダルシア
『炎のアンダルシア』（ほのおのアンダルシア、原題：المصير、フランス語タイトル：Le Destin、英題：Destiny）は、ユーセフ・シャヒーン（يوسف شاهين）監督によるエジプト映画。1997年作。カンヌ国際映画祭、第50回記念特別賞受賞作品。

## 概説
時は12世紀。カリフ統治時代のスペイン、アンダルシア地方を舞台に繰り広げられる、言論弾圧とこれに対する攻防を描きつつ、現代もなお続くイスラーム社会の、娯楽を禁ずる風潮を痛烈に批判した社会派映画作品である。その一方で全編を通して冒険活劇とミュージカルの要素を取り入れたエンターテイメント作品として高い評価を受けている。
本作の優れている点は、単に反イスラームという概念を描いているのではなく、まず冒頭では当時のキリスト教社会が行う思想の禁止と火刑の場面から幕をあけ、人間の権利というものを大きな視点で構え、映し出しているところにある。また、大規模な特撮シーンこそないものの、馬車による轢き回しの刑の描写を冒頭に持ち出すなど、迫真の場面が展開されてゆく。一方で前述のようなミュージカルシーンが挿入されるなど、社会派作品にありがちな硬い雰囲気を払拭することにも成功している。
原題「المصير（アル・マスィール）」の字義は「運命」。NHK教育テレビの「アラビア語会話」でもこのタイトルで紹介されたが、日本国内では『炎のアンダルシア』の邦題で劇場公開され、DVDが販売されている。これは邦訳される際に、日本ではイスラームを始めとして、本作で描かれる隠喩が「運命」という言葉では結び付きづらいという判断がされ、監督および配給会社等のライセンスのもと、独自のタイトルをもって行う運びとなった。なお、フランス語タイトルの「Le Destin」はカンヌ国際映画祭出展の際に公式に付けられたもの、英語タイトルの「Destiny」は原語のポスターに書かれたものである。
日本語字幕は山崎剛太郎による。アラビア語から直接翻訳されたものではなく、カンヌ国際映画祭出展時に行われたフランス語訳の版をさらに日本語に直しているため、原語とはニュアンスの異なる表現もみられる。

## 登場人物
- アヴェロエス（イブン・ルシュド） - ヌール・エルシェリーフ（نور الشريف）

スペインの哲学者イブン・ルシュド（1126年 - 1198年）のこと。本作で起きる事件の中心となる人物。日本では一般には「アヴェロエス」と呼ばれるためにこの訳語が使われているが、原語ではابن رشد（イブン・ルシュド）と呼ばれている。
- アヴェロエスの妻、ゼイナブ - ソフィーヤ・エルアマリー（صفية العمرى）
- アヴェロエスの娘、サルマ - ルジーナー（روجينا）
- 亡命する青年、ジョセフ（يوسف） - ファーリス・ラフーマ（فارس رحومه）
- カリフ、マンスール - マフムード・ハミーダ（محمود حميدة）
- カリフの長男、ナセル - ハーリド・エルナバウィー（خالد النبوى）
- カリフの次男、アブダッラー（عبدالله） - ハーニー・サラーマ（هانى سلامه）
- カリフの弟、アブー・ヤフヤー - サイーフ・アブドゥルラフマーン（سيف عبد الرحمن）
- マヌエラ - ライラ・ウルウィー（ليلى علوى）
- 酒好きの歌手、マルワーン - ムハンマド・ムニール（محمد منير）
- マヌエラの妹、サラ（ساره） - インギー・アバーザ（إنجى أباظه）
- 緑服のセクトの男、ブルハーン - アブドッラー・マフムード（عبد الله محمود）
- セクトの長、アミール - マグディー・イドリース（مجدى إدريس）
- シェイフ・リヤード - アフマド・フワード・セリーム（أحمد فؤاد سليم）
- 密偵、ハドル - アフマド・ムフタール（أحمد مختار）
- 暴漢（الجانى） - ムハンマド・ラガブ（محمد رجب）
- 暴漢の弟、サード（سعد） - アミール・エルアスィミー（أمير العاصمى）
- 暴漢の父 - ムハンマド・マルス（محمد ملص）
- 暴漢の母 - サナー・ユーヌス（سناء يونس）
- エジプトの学者、アル・ラージー - ファーイク・アッザーブ（فايق عزب）

シャリーファ・マーヒル（شريفة ماهر）
ハッサン・エルアドル（حسن العدل）

## スタッフ
- 監督 - ユーセフ・シャヒーン（يوسف شاهين）
- 脚本 - ユーセフ・シャヒーン（يوسف شاهين）、ハーリド・ヨーセフ（خالد يوسف）
- 撮影 - ムフスィン・ナスル（محسن نصر）
- 美術 - ハーミド・ハムダーン（حامد حمدان）
- 衣装 - ナーヒド・ナスルッラー（ناهد نصر الله）
- 小道具 - アッバース・サービル（عباس صابر）
- 宝石 - アッザ・ファフミー（عزة فهمى）
- メイク - ムフスィン・ファフミー（محسن فهمى）、イーフリーン・ビヨット（إيفلين بيو）
- ヘアメイク - フランク・ベルトー（فرانك برتو）
- 振付 - ワリード・アウニー（وليد عونى）
- 編集 - ラシーダ・アブドッサラーム（رشيدة عبد السلام）
- 録音 - ガーセル・ホルシード（جاسر خورشيد）
- 監督補佐 - ハーリド・ヨーセフ（خالد يوسف）
- 助監督 - ナディヤ・カーミル（نادية كامل）、イーマーン・エルハッダード（إيمان الحداد）
- 進行 - ヒシャーム・スレイマーン（هشام سليمان）
- 製作 - アンベール・バルザーン（أمبير بلزان）、ガブリエル・クーリー（جابى خورى, Gabriel Khoury）
- 主題歌・挿入歌

『جمر الهوا（恋は炎）』
- 作曲 - カマール・エルタウィール（كمال الطويل）
- 作詞 - サーミフ・エルクッドゥーシー（سامح القدوسي）
- 歌 - ムハンマド・ムニール（محمد منير）
- オーケストレーション - ムハンマド・ヌーフ（محمد نوح）

『علّي صوتك بالغنى（歌える限り）』
- 作曲 - ヤフヤ・エルムーギー（يحيى الموجى）
- 作詞 - カウサル・ムスタファー（كوثر مصطفى）
- 歌 - ムハンマド・ムニール（محمد منير）
- オーケストレーション - ターリク・アーキフ（طارق عاكف）

- 作曲 - カマール・エルタウィール（كمال الطويل）
- 配給

MISR INTERNATIONAL FIRMS（الفلام مصر العالمية、エジプト国際フィルム）
フランス映画社